# Chlorostilbon melanorhynchus
La esmeralda occidental o esmeralda de los Andes occidentales (Chlorostilbon melanorhynchus) es una especie de ave apodiforme de la familia Trochilidae —los colibríes— perteneciente al género Chlorostilbon. Es nativa del noroeste de América del Sur.

## Distribución y hábitat
Prefiere matorrales y jardines en los valles secos de montaña. En el noroeste de Ecuador, su área se extiende desde la provincia de Carchi a través del valle del río Chota hacia el sur hasta las regiones de Cumbayá y Quito en la provincia de Pichincha. Se encuentra en los bordes de los bosques de montaña y bosques húmedos y claros en las laderas de las montañas occidentales y las tierras bajas occidentales adyacentes de la provincia de Pichincha en la región de Mindo. También puede encontrarse en el noreste de la provincia de Guayas y en el suroeste de la provincia de Chimborazo. En el noreste de Ecuador vive en a altitudes entre 1500 y 2700 m, más al sur entre 600 y 1800 m. En Colombia se distribuye desde el parque nacional natural Las Orquídeas y el parque nacional natural Tatamá y hacia el sur a lo largo de los Andes occidentales.

## Sistemática

### Descripción original
La especie C. melanorhynchus fue descrita por primera vez por el ornitólogo británico John Gould en 1860 bajo el mismo nombre científico; su localidad tipo es: «vecindad de Quito, Ecuador».

### Etimología
El nombre genérico masculino «Chlorostilbon» se compone de las palabras del griego «khlōros» que significa ‘verde’, y «stilbōn» que significa ‘brillante’, un epíteto del planeta Mercurio; y el nombre de la especie «melanorhynchus», se compone de las palabras del griego «melas» que significa ‘negro’, y «runkhos» que significa ‘pico’.

### Taxonomía
Anteriormente fue tratada como una subespecie del «complejo Chlorostilbon mellisugus», pero fue separada, así como también Chlorostilbon gibsoni, con base en diferencias morfológicas. La forma descrita Prasitis melanorhynchus perviridis Simon, 1921 se considera incluida en pumillus. La clasificación del Congreso Ornitológico Internacional (IOC) trata esta especie como monotípica, con la subespecie pumillus como incluida en la nominal.

### Subespecies
Según la clasificación Clements Checklist/eBird se reconocen dos subespecies, con su correspondiente distribución geográfica:
- Chlorostilbon melanorhynchus melanorhynchus Gould, 1860 – oeste subtropical alto de Colombia, hacia el sur hasta la zona templada en los Andes occidentales y centrales de Ecuador.
- Chlorostilbon melanorhynchus pumillus Gould, 1872 – zonas tropicales y subtropicales áridas y semiáridas del oeste de Colombia y el oeste de Ecuador, generalmente en zonas más bajas.